# Evita
Evita je žensko osebno ime.

## Izvor imena
Ime Evita je različica ženskega osebnega imena Eva.

## Pogostost imena
Po podatkih Statističnega urada Republike Slovenije je bilo na dan 31. decembra 2007 v Sloveniji število ženskih oseb z imenom Evita: 60.

## Osebni praznik
Osebe z imenom Evita lahko godujejo takrat kot osebe z imenom Eva.